# Erdem Çetinkaya
Erdem Çetinkaya (* 29. März 2001 im Kızılcahamam) ist ein türkischer Fußballspieler, der seit 2022 beim Kasımpaşa Istanbul unter Vertrag steht und derzeit von Bodrumspor ausgeliehen ist. Außerdem war er türkischer Nachwuchsnationalspieler.

## Karriere

### Verein
Vln 2012 bis 2019 spielte Çetinkaya in dem Jugendverein Kızılcahamam Belediyespor. Seine Profikarriere begann er 2019 bei Ankaraspor. Für die Saison 2021/22 wechselte er auf Leihbasis zu Bodrumspor, wo er in 19 Spielen 9 Tore erzielte. Am 19. Juli 2022 wechselte er zu Kasımpaşa Istanbul. Am 8. September 2022 wurde Çetinkaya erneut von Bodrumspor ausgeliehen.

### Nationalmannschaft
Çetinkays wurde erstmals 2019 in die türkische U19-Nationalmannschaft berufen und absolvierte zwei Länderspiele.